# 倉橋燿子
倉橋 燿子（くらはし ようこ）は、日本の児童文学作家。燿子の「燿」の字は、火偏。
広島県出身。上智大学文学部卒。女性誌の編集やCMのコピーライターを経たのち、作家へ転身。ジュニア小説や漫画原作などを手掛けている。

## 作風
主人公の少女（ほとんどが11 - 13歳）が様々な逆境に出会い、これに立ち向かうという成長物語を多く執筆する。「生き別れた肉親」「友人との確執と和解」「不治の病」「突然の出会いから始まる恋」など、いつの時代も少女を惹きつけるロマンティックな要素が満載されている。
倉橋作品の根底にあるのは、「人生には、必ず予想外の試練や不本意な出来事が起きるが、だからこそ人間は大きく成長することが出来る」という人生観である。
決して安易に、思い通りには進まない人生の試練の中で、自分の無力さや未熟さの壁と戦い、他人との軋轢（あつれき）に戸惑いながらも、その葛藤の中だからこそ自分の弱さを乗り越え、本当の友情・絆に目が開かれることができる。そして、以前の自分からは想像もつかないような新しい人生を切り開くことができるのではないか。多数の著作を通じて、ひたすらこのテーマを追求していると言っても過言ではない。
これから人生の山谷を迎える多感な若い読者のために、深い愛情をこめてこのような問いを発信し続ける姿勢が、倉橋作品ならではの特徴である。30年以上の長きにわたって、読者から高い人気を保ち続けているのもそういった理由からだろう。
また、小中学校の教科書、学習塾の教材などへの引用も多く、各地方自治体の推薦図書にも指定されている。講談社青い鳥文庫から発刊されたヒットシリーズ「パセリ伝説 - 水の国の少女 -」では、本格的なファンタジー作品に挑戦、大人気シリーズとなる。同時に開設されたパセリ伝説ウェブサイトでは読者との双方向性のある活発な交流が試みられており、パセリ伝説プロジェクト（Pプロ）と呼ばれるサポートチームがその運営に携わるという手法が取られた。
『パセリ伝説』『ラ・メール星物語』の2作品は、公式サイト公認動画として、それぞれの作品の紹介動画が制作されており、YouTubeで見ることができる。
2019年3月に『小説 聲の形 上』が発売された。大今良時の大人気コミック『聲の形』全7巻を上下巻でノベライズ。表紙を含め、すべての挿絵が描き下ろしであり、コミックにはないシーンも追加されている。

## 主な作品
- 『きざみパセリのボーイズハート』（講談社X文庫ティーンズハート） 1988年
- 『マッシュポテトのガールズハート』（講談社X文庫ティーンズハート） 1988年
- 『風を道しるべに…』全10巻（講談社X文庫ティーンズハート） 1988年 - 1989年
- 『BYE2（バイバイ）片想い』（講談社X文庫ティーンズハート） 1988年
- 『BYE2（バイバイ）バレンタイン』（講談社X文庫ティーンズハート）1989年
- 『夏色の天使』上・下（横田与志脚本、講談社X文庫ティーンズハート） 1989年
- 『さようならこんにちは』全20巻（講談社X文庫ティーンズハート） 1989年 - 1991年
- 『続・風を道しるべに…』全5巻（講談社X文庫ホワイトハート） 1991年
- 『風を道しるべに・完結編』全3巻（講談社X文庫ホワイトハート） 1992年
- 『忘れたいのに……』（小学館、パレット文庫） 1993年
- 『泣いてもいいよ! - 涙は天使の贈り物』 (ポプラ社、ジュニアメッセージ文庫） 1993年
- 『ラストシーン』全10巻（小学館、パレット文庫） 1993年 - 1994年
- 『いちご - from ichigo -』全5巻（青い鳥文庫） 1994年 - 1996年
- 『天使のピアス』（講談社X文庫ティーンズハート） 1994年
- 『天使のコロン』（講談社X文庫ティーンズハート） 1995年
- 『天使のブレスレット』（講談社X文庫ティーンズハート） 1995年
- 『愛を聴かせて』前・中・後（小学館、パレット文庫） 1995年
- 『僕にできることは…』（小学館、パレット文庫） 1995年
- 『くよくよしないで、笑っちゃえ!』（ポプラ社、自分探しの旅シリーズ） 1996年
- 『ライバルにまわしげり!』前・後（小学館、パレット文庫） 1997年
- 『青い天使』全9巻（青い鳥文庫） 1997年 - 1999年
- 『ぼくたちの出発 ぼくがぼくであるために』（ポプラ社） 1998年
- 「AZ（あず）とカオル」シリーズ（講談社X文庫ティーンズハート）1988年 - 1989年

1. 『スウィート・リトル・ダーリン』
2. 『悲しみは雪のように』
3. 『オン・ザ・ロード』
4. 『ロマンス・ブルー』

- 『空に続く道』（ポプラ社） 2000年
- 『風の天使』（ポプラ社） 2000年
- 『ドリームファーム物語 ペガサスの翼』上・中・下（青い鳥文庫） 2000年
- 『カミングホーム - わたしのおうち -』 （青い鳥文庫） 2001年
- 『ホーリースクール』全5巻（青い鳥文庫） 2001年 - 2002年
- 『ラッキーチャーム』全5巻（青い鳥文庫） 2003年 - 2004年
- 『天使の翼』（ポプラ社） 2003年
- 『月が眠る家』全5巻（青い鳥文庫） 2005年
- 『パセリ伝説 - 水の国の少女 -』全12巻（青い鳥文庫） 2006年 - 2009年
- 『扉のむこうの課外授業 お困り犬ひきうけます』（ポプラ社） 2007年
- 「カノンの響き」（青い鳥文庫『初恋アニヴァーサリー』に収録） 2008年
- 『パセリ伝説外伝 - 守り石の予言』（青い鳥文庫） 2010年
- 『ラ・メール星物語』全5巻（青い鳥文庫） 2011年 - 2013年
- 『魔女の診療所』全8巻（青い鳥文庫） 2011年 - 2013年
- 『ドジ魔女ヒアリ』全3巻（青い鳥文庫） 2014年 - 2015年
- 『ポレポレ日記（ダイアリー）』全5巻（青い鳥文庫） 2015年 - 2016年
- 『神様がくれた犬 - ドンのハッピー新聞 -』（ポプラ社） 2017年
- 『生きているだけでいい! - 馬がおしえてくれたこと -』（青い鳥文庫） 2017年
- 『夜カフェ』全12巻（青い鳥文庫） 2018年 - 2022年
- 『小説 聲の形』上・下（大今良時原作・絵、青い鳥文庫） 2019年
- 『倉橋惣三物語 上皇さまの教育係』（娘の倉橋麻生（惣三のひ孫）との共著、講談社） 2021年
- 『星カフェ』全7巻（青い鳥文庫） 2022年 - 2025年
- 『泣いちゃうわたしと泣けないあの子』（講談社） 2023年
- 『小説 映画 なのに、千輝くんが甘すぎる。』（亜南くじら原作、大北はるか脚本、KK文庫） 2023年

### 漫画原作
- 『熱いさよなら』全2巻（沖野ヨーコ作画、講談社、キスKC）
- 『チークタイム』全1巻（朔本敬子作画、講談社、キスKC）
- 『この扉（ドア）をあけたら ⁻ OPEN SESAME -』全2巻（さとう智子作画、講談社コミックスフレンド）
- 『トマト・フレーバー』全1巻（高橋千鶴作画、講談社、KCデラックス）
- 『戀むらさき - 与謝野晶子物語 -』全3巻（高橋千鶴作画、講談社、KCデラックス）

## 新聞連載
『ドジ魔女ヒアリ「入れかわり」魔法で大ピンチ!?』 2014年10月 - 2015年
- 中日こどもウイークリー
- 宮崎日日新聞「宮日こども新聞」
- 南日本こども新聞「オセモコ」

## 講演活動
主に、全国小中学校、地方自治体、教育委員会主催の講演会に招かれている。参加した子どもたちからの「感動した」「変わりたい」「本をもっと読みたい」という声とともに教師や父兄からも「今の子育てや教育現場にとって大事なことであり、必要なこと」と熱い感想が多く寄せられている。